# Стефан Методиев
Стефан Методиев е бивш български футболист – десен защитник.

## Биография
Роден е през 1917. Играе за отбора на Левски с прекъсвания между 1936 и 1949 г. Участва в 50 шампионатни мача с 2 гола, 20 мача за Купата на страната и 7 международни срещи. Шампион на България през 1937, 1946, 1947 и 1949 г. Носител на националната купа през същите години. Столичен шампион през 1945, 1946 и 1948 г. Играл е още за Княз Кирил (Сф). За „Б“ националния отбор има 2 срещи.
Умира през 1975 г.